# Sándor Pósta
Sándor Pósta   (Pánd, 25 de setembre de 1888 - Budapest, 4 de novembre de 1952) va ser un tirador hongarès que va competir a començaments del segle xx.
El 1924 va prendre part en els Jocs Olímpics de París, on disputà tres proves del programa d'esgrima. Guanyà la medalla d'or en la prova de sabre individual, la de plata en la de sabre per equips i la de bronze en la de floret per equips.